# Plantago rigida
Plantago rigida är en grobladsväxtart som beskrevs av Carl Sigismund Kunth. Plantago rigida ingår i släktet kämpar, och familjen grobladsväxter. Inga underarter finns listade i Catalogue of Life.

## Bildgalleri

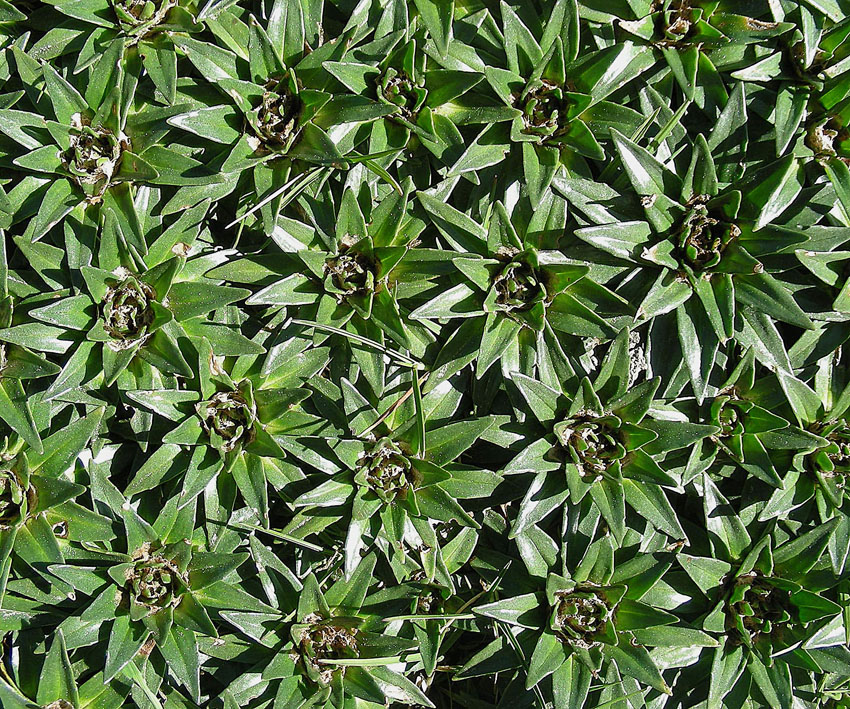